# Unione Sportiva Imperia 1983-1984
Questa voce raccoglie le informazioni riguardanti l'Unione Sportiva Imperia nelle competizioni ufficiali della stagione 1983-1984.

## Rosa
| N. |                   | Ruolo | Calciatore            |
| -- | ----------------- | ----- | --------------------- |
|    | Italia (bandiera) | C     | Luigi Azzi            |
|    | Italia (bandiera) | C     | Alfredo Bencardino    |
|    | Italia (bandiera) | A     | Fabrizio Bertone      |
|    | Italia (bandiera) | C     | Francesco Conti       |
|    | Italia (bandiera) | C     | Gian Cesare Discepoli |
|    | Italia (bandiera) | C     | Antonio Fontanesi     |
|    | Italia (bandiera) | P     | Gianluca Laguzzi      |
|    | Italia (bandiera) | A     | Mauro Magaraggia      |
|    | Italia (bandiera) | C     | Stefano Martinelli    |
|    | Italia (bandiera) | A     | Walter Minietti       |
|    | Italia (bandiera) | D     | Luca Oddone           |

| N. |                   | Ruolo | Calciatore            |
| -- | ----------------- | ----- | --------------------- |
|    | Italia (bandiera) | C     | Luigi Padovan         |
|    | Italia (bandiera) | A     | Francesco Pietropaolo |
|    | Italia (bandiera) | P     | Antonio Pigino        |
|    | Italia (bandiera) | A     | Stefano Quattrini     |
|    | Italia (bandiera) | D     | Giovanni Schiesaro    |
|    | Italia (bandiera) | A     | Maurizio Schincaglia  |
|    | Italia (bandiera) | D     | Giuseppe Strumia      |
|    | Italia (bandiera) | D     | Franco Tommasi        |
|    | Italia (bandiera) | C     | Maurizio Valtorta     |
|    | Italia (bandiera) | D     | Giacomo Zaccaria      |